# Прамонгольська мова
Прамонгольська або протомонгольська мова — це гіпотетична мова-предок сучасних монгольських мов. Вона дуже близька до середньомонгольської мови, якою розмовляли за часів Чингісхана та Монгольської імперії. Більшість ознак сучасних монгольських мов можна відслідкувати до середньомонгольської мови. Єдиний виняток становить спільний монгольський суфікс множинного голосу -cAgA- «робити разом», який можна реконструювати з сучасних мов, але який не зустрічається в середньомонгольській мові.
Щодо часу, коли була поширена прамонгольська мова, Юха Янхунен пише: «Абсолютне датування прамонгольської мови залежить від того, коли саме закінчилося лінгвістична єдність її носіїв», тобто коли вона еволюціонувала в окремі монгольські мови; ця подія сталася «тільки після географічного розселення давніх монголів за часів Чингісхана», що сталося «не раніше XIII століття». Внаслідок цього, «це означає, що сучасні відмінності між монгольськими мовами, ймовірно, є результатом менше ніж 800 років розбіжної еволюції».
Мови хунну, дунху та ухуанів можуть бути родичами прамонгольської мови, а також з мовою сіанбі та тобасців (тобто мовою засновників імперії Північна Вей) і киданською. Оскільки дані про мови сіанбі та тобасців обмежені, можна припустити, що вони теоретично могли бути споріденими, хоча точно стверджувати це неможливо. Що стосується киданської мови, то даних про неї є дуже багато, але більшість з них записані киданськими писемностями, які ще не були повністю розшифровані. Доступні відомості дозволяють зробити висновок, що киданська, ймовірно, споріднена з монгольською мовою.